# Dale Raoul
Dale Raoul est une actrice américaine née le 16 août 1956.

## Filmographie

### Cinéma
- 1989 : Hollywood Chaos : la secrétaire
- 1992 : Le Cobaye : Dolly
- 1993 : À en couper le souffle : la mère
- 1997 : Out to Sea : Sylvia
- 1998 : They Come at Night : membre de la croix rouge
- 1999 : Première sortie : Maman
- 2000 : De toute beauté (Beautiful) : Shopper
- 2001 : Le Mexicain : Estelle
- 2002 : Ronnie : la voisine
- 2005 : Save the Mavericks : Sissy
- 2006 : Chicxulub : la vieille infirmière
- 2007 : Forfeit
- 2008 : Sept Vies : volontaire de Saint Matthieu
- 2010 : Pie : Susan
- 2011 : Convincing Clooney : Sophia
- 2013 : The Pretty One : Mme Shoemacher
- 2013 : Untold : Mildred
- 2015 : Cœur de bronze (The Bronze) de Bryan Buckley : Doris
- 2017 : The Labyrinth : Rosie
- 2017 : A Million Happy Nows : Wendy

### Télévision
- 1986 : Arabesque : l'infirmière (1 épisode)
- 1986 : La Loi de Los Angeles : Dr Penrod (1 épisode)
- 1986 : Madame est servie : Mme Phillips et Mlle Olive (2 épisodes)
- 1987 : Max Headroom : la femme (1 épisode)
- 1989 : Femmes d'affaires et dames de cœur : June Randolph (1 épisode)
- 1989 : Les Routes du paradis : la mère (1 épisode)
- 1989 : Alf : Rita (1 épisode)
- 1990 : Ferris Bueller (en) : Mme Bickel (1 épisode)
- 1991 : Valerie : Mme Walker (1 épisode)
- 1991 : Côte Ouest : Nancy Muller (1 épisode)
- 1991 : Morton and Hayes : la femme de l'ambassadeur (1 épisode)
- 1991 : Seinfeld : la patiente du dentiste (1 épisode)
- 1992 : Guerres privées : Marge Kavanaugh (2 épisodes)
- 1994 : New York Police Blues : Polly (2 épisodes)
- 1995 : Favorite Deadly Sins : Allison Shoop
- 1995 : La Vie à cinq : Mlle Bullock (1 épisode)
- 1995 : Ménage à trois : Nancy (1 épisode)
- 1996 : Death Benefit : Mme Greene
- 1996 : Murder One : Juge Harriet Bishop (1 épisode)
- 1997 : Nash Bridges : Gretchen (1 épisode)
- 1997 : Un mariage d'amour : Geraldine Haft
- 1997 : Unhappily Ever After : Grand-mère Bonheur (1 épisode)
- 1998 : Maggie : une femme (1 épisode)
- 1998 : Sabrina, l'apprentie sorcière : Mme Mapleton (1 épisode)
- 1999 : NetForce : Juge Peters
- 1999 : Le Drew Carey Show : Annonceuse de chance (1 épisode)
- 1999 : Chicken Soup for the Soul : Eugenia (1 épisode)
- 2001 : Six Feet Under : Rosemary (1 épisode)
- 2001 : Friends : Mme Verhoeven (1 épisode)
- 2003 : Mister Sterling : Pat Conway (9 épisodes)
- 2005 : Phil du futur : Mme Mip (1 épisode)
- 2005 : Hot Properties : Mme Ives (1 épisode)
- 2008-2009 : The Office : Ronni (1 épisode)
- 2008-2013 : True Blood : Maxine Fortenberry (22 épisodes)
- 2009 : Un regard sur le passé : Bessie
- 2010 : The Middle : la conseillère d'orientation (1 épisode)
- 2011 : Grey's Anatomy : l'infirmière de la NICU (1 épisode)
- 2012 : Hollywood Saturday Night : l'invitée (1 épisode)
- 2012 : Le bodyguard de l'amour : Tante Helen
- 2012 : Royal Pains : Francesca Bragalini (1 épisode)
- 2012 : Dumbass Filmmakers! : Brenda Winters (4 épisodes)
- 2012 : Fumbling Thru the Pieces : Mme Goldstein (1 épisode)
- 2012-2013 : Ave 43 : Brenda (20 épisodes)
- 2013 : Monday Mornings : Eloise Fernwood (1 épisode)
- 2013 : Under the Dome : Andrea Grinnell (6 épisodes)